# Култура Санта Мария
Културата Санта Мария (на испански: Cultura Santa María) е археологическа култура, съществувала на територията на съвременна Аржентина в северозападната част на провинция Катамарка през периода 1200 - 1470 г.г. сл. Хр., в долините Калчаки и Йокавил. Основана е от народа диагита, който населява тези райони.
В селското стопанство се използва терасовидно земеделие и напоителни системи. Отглеждат се царевица, картофи, фасул, киноа и тиква. Като домашно животно развъждали лами. Обработвали метали - мед, злато и сребро. Изработвали големи декорирани керамични съдове, които използвали за погребални урни. Начело на йерархията били войните и жреците-шамани.
Обитавали неголеми селища, жилищата строели от камък. Строели и отбранителни съоръжения, известни като пукара.
Около 1430 г. инките завладели района и образували на тази територия две свои провинции - Чикоана и Кири-Кири. Към този момент, а също и за известен период след испанското завоюване, в района живеят народи, говорещи на езика какан – йокавил, калчаки, амаича, ангиняо, кафаяте и енкалиля.